# Countrywide Classic 2002
Il Countrywide Classic 2002 è stato un torneo di tennis giocato sul cemento. È stata la 75ª edizione del Countrywide Classic (o Mercedes-Benz Cup),  che fa parte della categoria International Series nell'ambito dell'ATP Tour 2002. Il torneo si è giocato a Los Angeles negli USA, dal 22 al 28 luglio 2002.

## Campioni

### Singolare
Andre Agassi  ha battuto in finale  Jan-Michael Gambill con il punteggio di 6–2 6–4

### Doppio
Sébastien Grosjean /  Nicolas Kiefer hanno battuto in finale  Justin Gimelstob /  Michaël Llodra con il punteggio di 6–4, 6–4